# سوپر جام اروپا ۱۹۸۶
فینال سوپر جام اروپا ۱۹۸۶، رقابت پایانی سوپر جام اروپا است که مابین دو تیم باشگاه فوتبال استوا بخارست و باشگاه فوتبال دینامو کیف در ورزشگاه لویی دوم، موناکو برگزار شده‌است.
این مسابقه که در تاریخ ۲۴ فوریه ۱۹۸۷ انجام شده‌است با نتیجه ۱ بر ۰ به سود باشگاه فوتبال استوا بخارست به پایان رسید.